# Johannes Ockeghem
Johannes Ockeghem (Jean de Ockeghem, Okeghem, Ogkegum, Okchem, Hocquegam, Ockegham stb., Termonde, Flandria, (1410 és 1430 között – Tours, 1497. február 6.), franko-flamand zeneszerző, a 15. század második felének iránymutató komponistája, Guillaume Dufay és Josquin des Prez közötti korszak legjelentősebb reneszánsz zeneszerzője.

## Élete
Nevének írása Ockeghem alakban viszonylag újabb keletű, 15. századi források inkább az Okeghem írásalakot tartalmazzák. Születési időpontja igen bizonytalan, a források legkorábban 1410-re, legkésőbb 1430-ra teszik, szülőhelyeként a flandriai Termonde és Mons is előfordul.
1443-tól valószínűleg az antwerpeni katedrális énekese, majd 1448-ban Moulins-ben I. Károly Bourbon herceg énekes alkalmazottja volt az akkor már tekintélyes énekes és zeneszerző. 1452-ben már VII. Károly francia király királyi kápolnájának az énekese, majd 1456-tól a tours-i Szent Márton-apátság kincstárnoka, ugyanakkor a Notre-Dame kanonoka. Ockeghemnek egyébként is kiváló kapcsolatteremtő készsége és diplomáciai érzéke volt, talán ennek is köszönhető, hogy ezután még másik két francia király is alkalmazta (XI. Lajos és VIII. Károly). A zenei megbízatások mellett egyéb funkciókat is rá bíztak: 1461-ben királyi hivatalnok, 1474-ben királyi tanácsos lett. VIII. Károly megbízásából diplomáciai küldetésként Spanyolországba és Flandriába is utazott. 1467-ben már a legnagyobb mesterként tisztelték (így említi Busnois: In hydraulis című motettájában, vagy Compére az Énekesek imájában). Az utolsó, vele kapcsolatos korabeli írott udvari feljegyzés 1488-ból származik, amikor egy VIII. Károly közreműködésével tartott misén szerepelt. Haláláról több kortársa is zenei kompozíciókban emlékezett meg.

## Hatása
Neves tanítványai voltak: Josquin-en kívül Compére, Weerbecke, Verbonnet-Ghiselin, Pierre de Larue, Agricola, Brumel, Prioris. Hatása a zene fejlődésére tanítványain és más kortársain keresztül érvényesült. „A leggyakrabban feldolgozott témák legtöbbje az ő chansonjainak szólamaiból került ki. … Művészete szerves folytatása Dufay törekvéseinek … , amely a késő gótika fantasztikus világát, kifejezőerejét és gazdagságát támasztja fel egy utolsó nagy fellobbanásra.” Zenéjére a szélesen áradó dallamszerkesztés, a nagy kifejezőerő, aszimmetrikus felépítésű polifónia a jellemző, amihez gyakran már négy szólamot alkalmazott, és a hangterjedelmet a középtónusok és a basszus felé bővítette. Ez akkoriban komoly újításnak számított. „Requiemje a zenetörténet első fennmaradt többszólamú gyászmiséje.”

## Műveiből

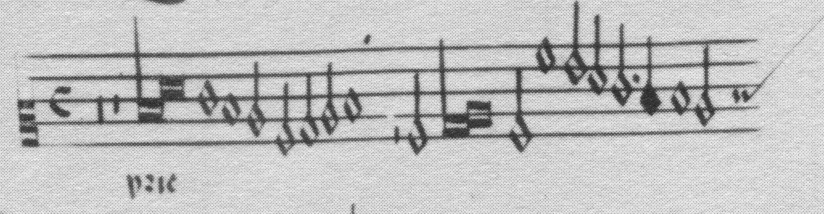
Ockeghem: Missa Au travail suis

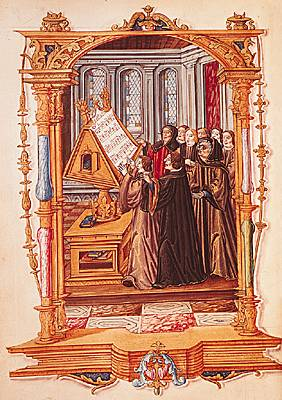
Ockeghem énekesek körében

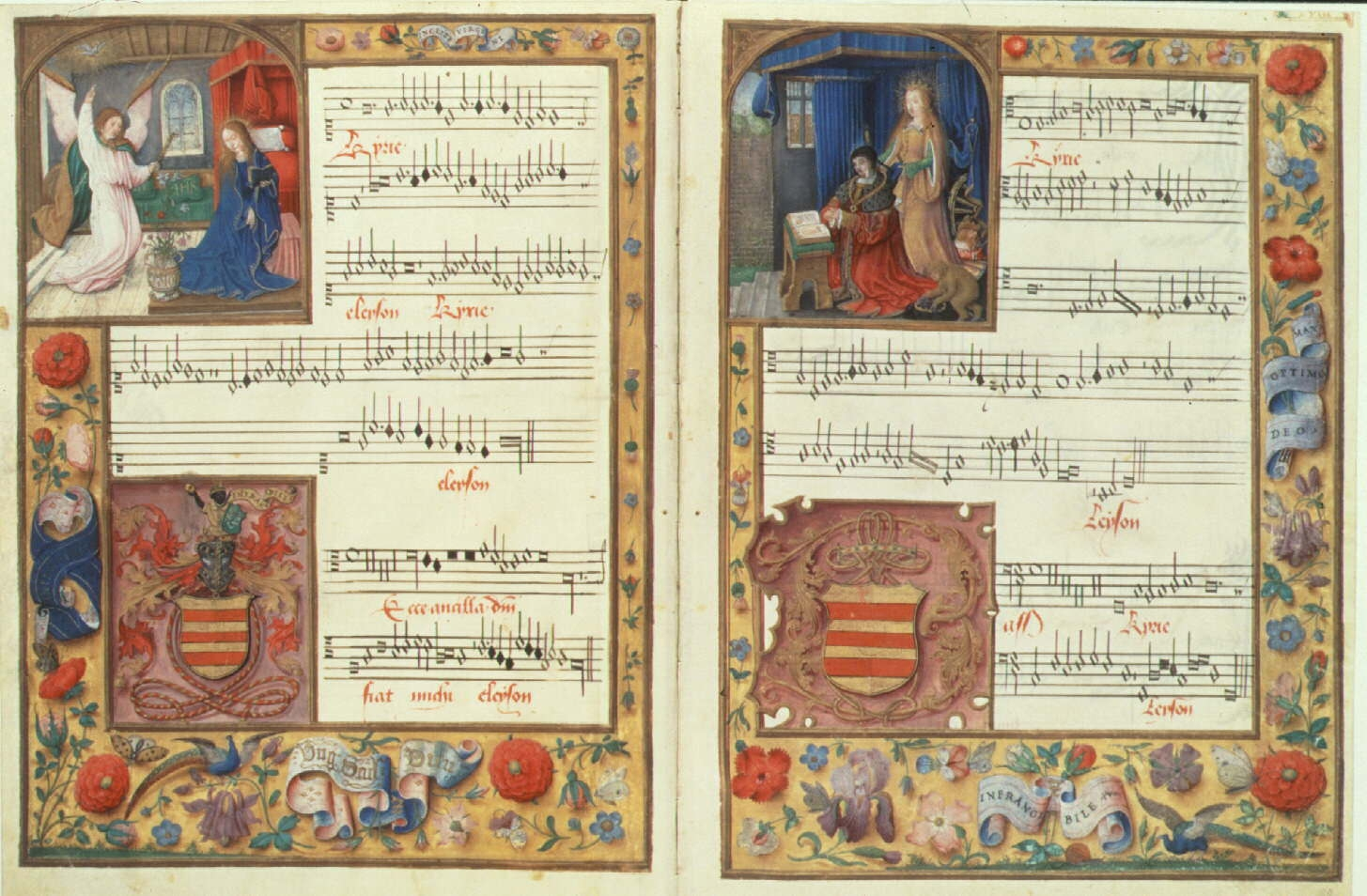
Johannes Ockeghem: Missa Ecce ancilla Domini című miséjéből a "Kyrie" tétel - Chigi Codex (Chig. C. VIII 234, music09, NB.03, ff.19v–20r), késő 15. század, Vatikáni Könyvtár.

### Misék
- Missa sine nomine.
- Missa Au travail suis.
- Missa Caput.
- Missa cuiusvis toni.
- Missa de plus en plus
- Missa Ecce ancilla Domini.
- Missa L'homme armé.
- Missa Mi-mi (Missa quarti toni).
- Missa prolationum.
- Missa quinti toni.
- Requiem (Missa pro defunctis).
- Credo sine nomine.

### Motetták
- Alma Redemptoris mater.
- Ave Maria.
- Salve regina.
- Intemerata Dei mater.
- Ut heremita solus.

### Chansonok
- O rosa bella.
- Aultre Venus estes.
- Au travail suis.
- Baisiés moy dont fort.
- D'un autre amer.
- Fors seulement contre.
- Fors seulement l'attente.
- Il ne m'en chault plus.
- La despourveue et la bannie.
- L'autre d'antan.
- Les desléaux ont la saison.
- Ma bouche rit.
- Ma maistresse.
- Prenez sur moi.
- Presque transi.
- Quant de vous seul.
- Qu'es mi vida preguntays.
- Se vostre cuer eslongne.
- Tant fuz gentement resjouy.
- Ung aultre l'a.
- J'en ay dueil.
- S'elle m'amera/Petite camusette.